# یولیا بلوکوبیلسکایا
یولیا بلوکوبیلسکایا (به انگلیسی: Yulia Belokobylskaya) ژیمناست زادهٔ ۱۴ دسامبر ۱۹۹۵ میلادی اهل کشور روسیه است.